# ك. باول جونسون
ك. باول جونسون (بالإنجليزية: K. Paul Johnson)‏ هو مؤرخ أمريكي، ولد في 1953.